# トマス・ベンサム
トマス・ベンサム（英: Thomas Bentham、1513年/1514年 - 1579年）は人文学者および新教の教役者。メアリー追放派の1人で、ロンドンの秘密会衆のために教役者となるべくイングランドに戻った。エリザベス朝初期のリッチフィールド・アンド・コヴェントリー教区主教に任ぜられ、1560年から亡くなる1579年まで務めた。

## 生涯
1513年もしくは1514年にヨークシャー州のシャーバーン（この名称とされる2つの場所のうちのどちらなのかについては確定していない）に住む無名の両親の下に生まれる。1546年11月10日、オックスフォード大学モードリン・カレッジの永年フェローに就任し、1547年に教養博士の称号を得た。「その頃の彼は宗教学の研究と古代ヘブライ語の学習だけに専念し、この分野においても古代ギリシア語とラテン語同様にとても優秀であった」とされる。
メアリー1世がイングランド女王に即位した際、彼は「エドワード6世統治時にカトリック教会に対して厚かましい熱意を抱いていたため、メアリー1世が指名した大学を統制する訪問者」によってフェローの職を解かれた。スイスのチューリッヒに向かった彼はその後バーゼルに行き、亡命者のための説教者となり、使徒言行録の解説を行った。同じくモードリン・カレッジのフェローであった歴史家で殉教史家のジョン・フォクスは著書『殉教者の書』の中でベンサムの秘話を紹介している。
新教徒の迫害があったにもかかわらず、エリザベス1世が即位する前の1558年にイングランドに舞い戻った。
1559年にローマ・カトリック教会派でリッチフィールド・アンド・コヴェントリー教区主教のラルフ・ベインズが拘束され、同年に主教は亡くなった。
リッチフィールド・アンド・コヴェントリー教区主教に指名されたベンサムは多くの経済的な難題に直面した。
彼の公邸があったスタッフォードシャー州のエカルシャルに埋葬された。

### 帰属
- この記事はパブリックドメインの辞典本文を含む: Grosart, Alexander Balloch (1885). "Bentham, Thomas". In Stephen, Leslie (ed.). Dictionary of National Biography (英語). Vol. 4. London: Smith, Elder & Co.

| イングランド国教会の称号 | イングランド国教会の称号                 | イングランド国教会の称号      |
| ------------------------ | ---------------------------------------- | ----------------------------- |
| 先代 レイフ・ベインズ    | リッチフィールド教区主教 1560年 - 1579年 | 次代 ウィリアム・オーバートン |